# علوان الشویع
علوان الشویع خوانندهٔ ایرانی اهل عبدالخان  و اهواز و مبدع سبک آواز عربی علوانیه بود که به نام او معروف شد. سبک علوانیه از مرزهای خوزستان و ایران فراتر رفت و در عراق، بحرین و کویت نیز رواج یافت.
هم اکنون هنرمندان و ترانه سرایان این کشورها این سبک را با نام «علوان اهوازی» می‌شناسند. علوان در این سبک، با نواختن ساز رباب که ساز سنتی خوزستان و جنوب عراق است، اشعاری از شاعران نامدار گذشته و حال را می‌خواند و همزمان با اجرا و ادای اشعار نام شاعر را ذکر می‌کرد.

## زندگی
علوان در یکی از روستاهای عرب‌نشین خوزستان به نام اهواز روستای عبدالخان  به دنیا آمد. در دوران نوجوانی سخت علاقه‌مند به نوای حزن‌انگیز می‌شود. علوان از ابتدا، با ساز رباب که با دست خود ساخته بود شروع به نواختن کرد و آوازهای حزن‌انگیز ویا حماسی خود را که همراه با شعر های مناسب با زمان و اتفاقات آن زمان با موسیقی همراه می‌کند. او در دوران بزرگسالی بعداز اینکه پسر بزرگش شلش فوت شد به همراه همسر وفرزندانش عامر و عبد از روستای بهر مهاجرت ودر اهواز منطقه لشکر آباد کنونی و عامری و بعدها آسیه آباد ساکن شدند علوان از عشیره الگطارنه/بیت ارباط که بیشتر انها در عراق و بخش قابل توجهی از آنها درآبادان ومنطقه منیوحی ساکن هستند فرزندان وی عبد و عامر اکنون در اهواز ساکن میباشند علوان در آوازهای خود بیشتر از اشعار حماسی و اخلاقی استفاده می‌کرد. او همچنین در آوازهایش مردم را به شجاعت، کرم، صبر، گذشت، صله‌ی‌رحم، پیکار با ظالم و یاری مظلوم دعوت می‌کرد. علوان لحنی را خواند که در آن از تمام لحن‌های منطقه خوزستان استفاده شده‌ است. او شروع به خواندن اشعار شاعران قبل از خود کرد. در این لحن، هم حالت موسیقی به کار برده می‌شود و هم یادی از شاعران گذشته می‌شود.

## سبک علوانیه
علوان با جمع آوری چهار لحن حیاوی و البنیه و العربیه و الشریفیه یک لحن جدید به وجود آورد که به نام علوانیه شناخته شد.
این نوع آواز بعد از مدتی، مورد استقبال عامه مردم و سایر هنرمندان قرار گرفت و به نام سراینده آن (علوان)، علوانیه نامگذاری شد. در ادبیات علوانیه، به نام شاعر یا گویندهٔ کلام، و زمانی که خواننده و نوازنده یکی است نیز اشاره می‌شود. امروزه علوانیه به آوازی توأم با آهنگ آرام و غمگین اطلاق می‌شود که تنها با ساز موسیقی رباب نواخته می‌شود. این سبک از هنرهای عامه مردم عرب ایران به حساب می‌آید.
علوان لحنی را خواند كه در آن از تمام لحن‌هاي منطقه استفاده شده است. او شروع به خواندن اشعار شاعران قبل از خود كرد. در اين لحن هم حالت موسيقی به كار برده مي‌شود و هم يادي از شاعران گذشته مي‌شود. موسيقي‌ عربی در استان خوزستان به دو دسته كلاسيك يا مقامی و موسيقي رديفی يا محلی تقسيم مي‌شود. لحن علواني جزو موسيقي‌‌های محلی استان خوزستان است.
مشهودی پژوهشگر موسيقي عربی می‌گوید: اين "طور" از مقام حجاز و مقام "بيات" تشكيل شده كه درجه سوم آ‌ن ربع پرده و نيم پرده مدام كم مي‌شود و حالت خاصی به وجود مي‌آورد كه در هيچ كدام از موسيقي‌‌هاي كشورهای عربی و ايران ديده نمي‌شود و تنها گوشه شوشتری در دستگاه همايون ايران به آن شبيه است و در ميان مقام‌ها هم شباهت زيادي به مقام "حجاز" دارد. وی معتقد است این که در بعضي از سايت‌ها اين لحن را به لحن "اميری" تشبيه كرده‌اند حقيقت ندارد. 
گفته می‌شود علی رشداوی یکی از بزرگترین نوازندگان رباب بود که در زنده نگه داشتن لحن علوانی نقش مهمی داشت.

### رواج علوانیه
در دوره شیخ خزعل موسیقی عربی خوزستان رونق و رواج فراوان یافت. خزعل افزون بر نوازندگان عرب محلی از گروههای موسیقی کشورهای عربی نظیر عراق، لبنان و مصر دعوت می‌کرد تا در کاخ‌های وی برنامه اجرا کنند. در دوره پهلوی موسیقی عربی دچار رکود شد. در دهه چهل شمسی «علوان ابوشلش» در اهواز پدیدار شد که ردیف‌ها و دستگاههای آوازی و انواع شعر مردم عرب خوزستان را می‌شناخت.
«علوانیه» با سبک آوازی «امیری» در مازندران مشابهت دارد. سبک علوانیه از مرزهای خوزستان و ایران فراتر رفت و در عراق و بحرین و کویت نیز رواج یافت. هم‌اکنون هنرمندان و ترانه‌سرایان این کشورها این سبک را با نام «علوان اهوازی» می‌شناسند.

سبک آوازی علوانیه در بخش موسیقی «ریفی» قرار می‌گیرد. اکنون نیز در خوزستان، آوازخوانان بسیاری، سبک و شیوه علوان را دنبال می‌کنند. «حسان الگزار» در بخش «شاوور» شهرستان شوش دانیال یکی از افرادی بود که با این سبک ترانه سرایی می‌کرد. علوانیه موسیقی و آواز بسیار غمناک عربی محلی است که به نام مبدع آن علوان، «علوانیه» نامیده می‌شود. در «عتاب» نیز نوعی غم و اندوه احساس می‌شود ولی «ابوطلگه» یا «بسته» که هم به شکل فردی و اغلب به شکل جمعی خوانده می‌شود با شادی و گاه با رقص یا «طلگت اصبع» همراه است. ابزارهای موسیقی محلی عربی عبارتند از: مطبگ، ماصول، النای، العذابه، الطبله، الدف، الزنجاری، سچابیق، رباب، سنتور و دَمام.